# 正應
正應（1288年四月二十八日至1293年八月五日）是日本的年號之一。這個時代的天皇是伏見天皇、鎌倉幕府征夷大將軍為惟康親王與久明親王、執權為北條貞時。

## 改元
- 弘安十一年四月二十八日（1288年5月29日）改元正應
- 正應六年八月五日（1293年9月6日）改元永仁

## 出處
- 《毛詩注》

## 紀年、西曆、干支對照表
| 正應       | 元年   | 二年   | 三年   | 四年   | 五年   | 六年   |
| 儒略曆日期 | 1288年 | 1289年 | 1290年 | 1291年 | 1292年 | 1293年 |
| 干支       | 戊子   | 己丑   | 庚寅   | 辛卯   | 壬辰   | 癸巳   |